# Ribera de Reiners

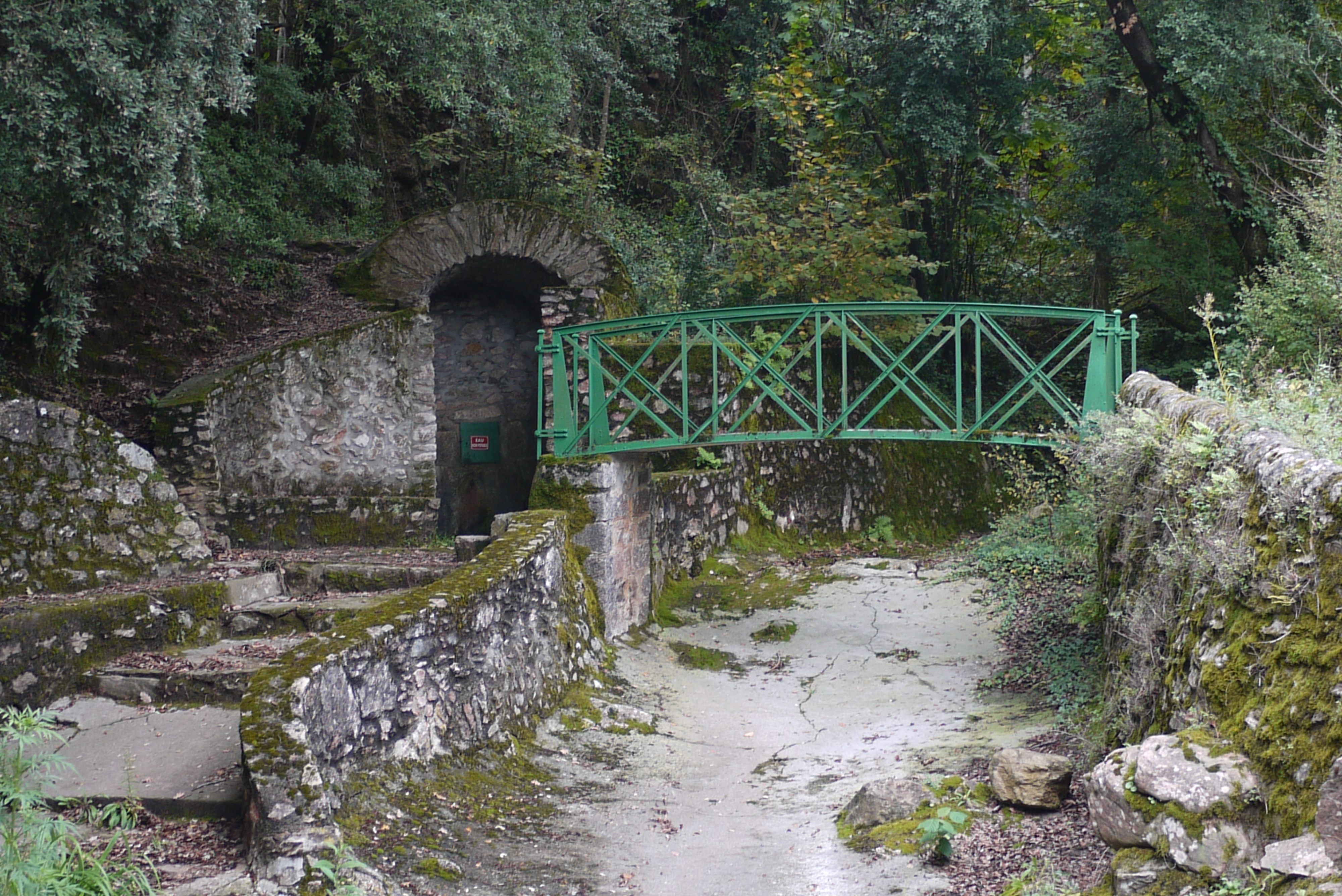
El Còrrec de Llargó, un dels orígens de la Ribera de Reiners

La Ribera de Reiners és un torrent de la Catalunya del Nord, d'orientació nord - sud. És un curs d'aigua de la comarca del Vallespir, de règim torrencial, que neix en el vessant nord de la carena dels Pirineus, en el terme de Reiners.
Els seus 2,2 quilòmetres, aproximadament, de recorregut discorren únicament pel terme de Reiners. El seu curs s'inicia a prop al nord del poble de Reinera, i continua sempre cap al nord per abocar-se en el Tec a prop i a llevant del veïnat del Pont de Reiners.
Poc abans de desembocar en el Tec rep per la dreta la Ribera de Vallera, que procedeix del costat oriental del terme de Reiners.